# Джулешть (Марамуреш)
Джулешть, Джулешті (рум. Giulești) — село у повіті Марамуреш в Румунії. Адміністративний центр комуни Джулешть.
Село розташоване на відстані 411 км на північний захід від Бухареста, 31 км на північний схід від Бая-Маре, 118 км на північ від Клуж-Напоки.

## Населення
За даними перепису населення 2002 року у селі проживали 1178 осіб, з них 1172 особи (99,5%) румунів. Рідною мовою 1173 особи (99,6%) назвали румунську.